# Arkadiusz Moryto
Arkadiusz Moryto (født 31. august 1997) er en polsk håndboldspiller for Łomża Vive Kielce og Polens herrehåndboldlandshold.
Han deltog i verdensmesterskabet i håndbold i 2017.